# Ludelange
Ludelange est un hameau et une ancienne commune de Moselle en région Lorraine.

## Toponymie
- Ludelengis (1147), Ludlinge et Ludilengen (1169), Ludelinga (1180), Luttelange (1681), Ludlange (1749 & 1793).
- En luxembourgeois: Lidléng[1].
- Lüdelingen pendant l'annexion allemande.

## Histoire
- Constituait avec Tressange et Gondrange une seigneurie.
- Faisait partie de la communauté et de la paroisse de Tressange (diocèse de Trèves).
- Siège d'un fief avec droit de justice, mouvant du roi de France et dépendant de la baronnie de Bassompierre en 1681.
- Fit partie du canton d'Aumetz de 1790 à 1802, passa ensuite dans celui d'Audun-le-Roman.

## Démographie
| 1900 |
| ---- |
| 87   |

## Monuments
- Ancien camp de sureté de Ludelange